# Блюменталь, Отто
Людвиг Отто Блюменталь (20 июля 1876, Франкфурт, Пруссия — 12 ноября 1944, Терезиенштадт (концентрационный лагерь), Терезин, Чехия) — немецкий математик, профессор Рейнско-Вестфальского технического университета Ахена. Был студентом Давида Гильберта и редактором журнала Mathematische Annalen.

## Биография

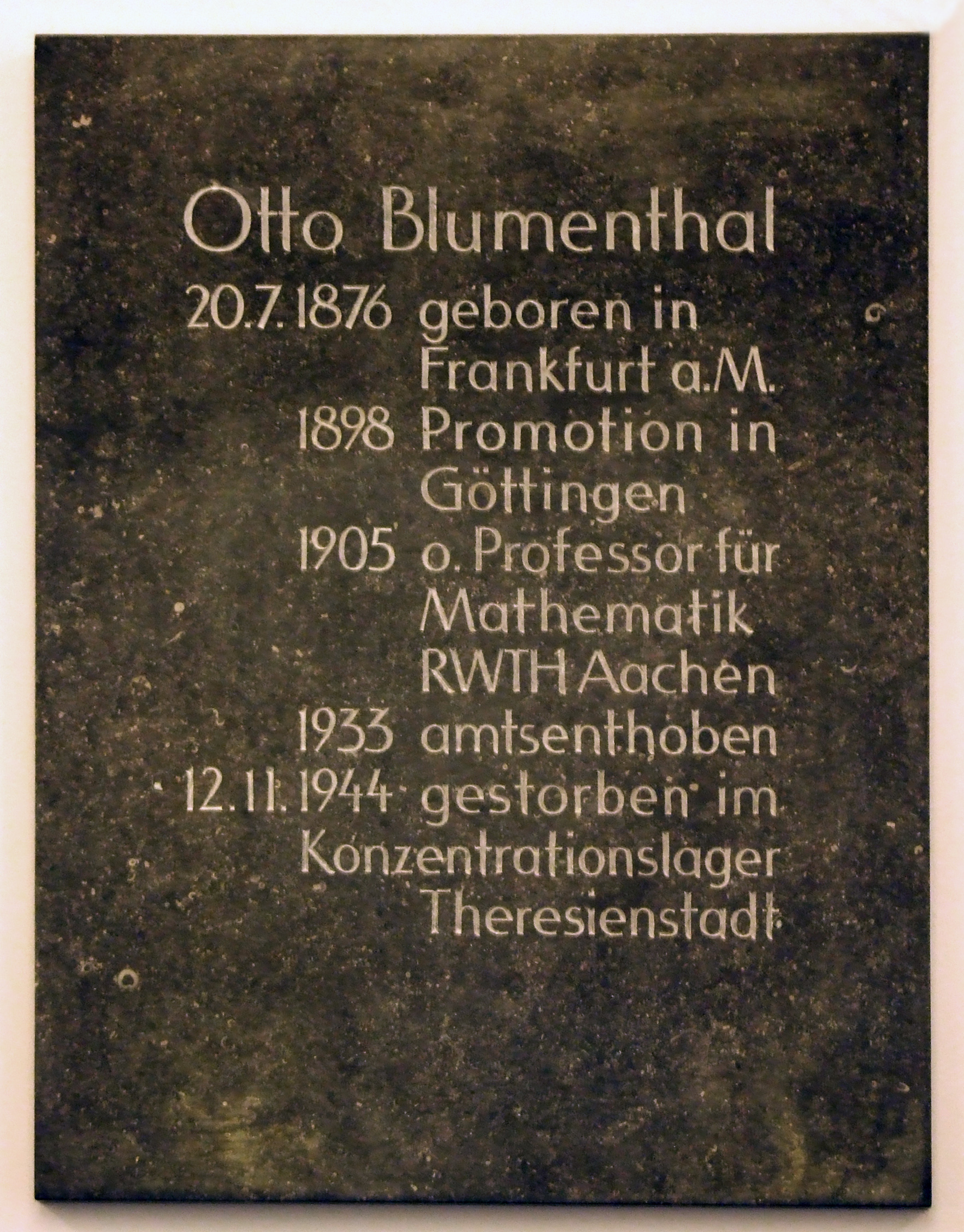
Мемориальная доска в университете Ахена

Родился в еврейской семье, во Франкфурте в Пруссии. Отец — Эрнст Блюменталь, врач, мать — Евгения Поссен, из известной семьи.
В 18 лет стал протестантом.
1894—1898 учился в Гёттингенском университете.
В 1933 был отстранён нацистами от преподавания в университете. В 1938 году эмигрировал в Голландию, где жил в Утрехте. Позже был депортирован нацистами в концентрационный лагерь Терезиенштадт, где скончался.

## Научная деятельность
В 1913 году Блюменталь сделал фундаментальный вклад в аэродинамику, основанный на работе Жуковского.
Основные работы относятся к теориям функций многих переменных, целых функций бесконечного порядка, обобщенных сферических функций. Внес вклад в теорию функций комплексного переменного и прикладную математику.
Написал биографию своего научного руководителя Давида Гильберта.
Хорошо знал русский язык. Приезжал в СССР, читал лекции в Москве, Ленинграде, Харькове и Тифлисе.

## Избранные труды
- Otto Blumenthal. Zum Eliminationsproblem bei analytischen Funktionen mehrerer Veränderlicher (нем.) // Math. Ann. : magazin. — 1903. — Bd. 57. — S. 356—368. — doi:10.1007/bf01444291.
- Otto Blumenthal. Über Thetafunktionen und Modulfunktionen  mehrerer Veränderlicher (нем.) // Jahresbericht der Deutschen Mathematiker-Vereinigung : magazin. — 1904. — Bd. 13. — S. 126—138.
- Otto Blumenthal. Über die Zerlegung unendlicher Vektorfelder (неопр.) // Math. Ann.. — 1905. — Т. 61. — С. 235—250. — doi:10.1007/bf01457564.
- Otto Blumenthal. Über ganze transzendnete Funktionen (неопр.) // Jahresbericht der Deutschen Mathematiker-Vereinigung. — 1907. — Т. 16. — С. 97—109.
- Otto Blumenthal. Einige Minimums-Sätze über trigonometrische und  rationale Polynome (нем.) // Math. Ann. : magazin. — 1916. — Bd. 77. — S. 390—403. — doi:10.1007/bf01475868.
- Otto Blumenthal. Über rationale Polynome mit einer Minimumseigenschaft (нем.) // Journal für die reine und angewandte Mathematik : magazin. — 1931. — Bd. 165. — S. 237—246.
- Otto Blumenthal. Analysis — Grundlagen der Mathematik — Physik — Verschiedenes — Nebst einer Lebensgeschichte (нем.). — Berlin: Julius Springer, 1935. — Bd. 3. — S. 388—429. — (David Hilbert — Gesammelte Abhandlungen). Архивировано 6 марта 2016 года.
- Otto Blumenthal. Zu den Entwicklungen nach Eigenfunktionen linearer  symmetrischer Integralgleichungen (нем.) // Mathematische Annalen : magazin. — 1935. — Bd. 110. — S. 726—733. — doi:10.1007/bf01448053.